# Río Arade
El río Arade es un río del suroeste de la península ibérica que tiene su curso por el sur de Portugal.

## Curso
El Arade nace en la sierra de Caldeirão a 481 metros sobre el nivel del mar; y desemboca en el océano Atlántico en Praia da Rocha (Portimão), formando un estuario.
Tiene una longitud de 75,1 km y la cuenca hidrográfica que drena el río se extiende por una superficie de 990 km².
En el pasado —hasta la segunda mitad del siglo XV— el curso bajo del río fue navegable hasta la ciudad de Silves, y durante el periodo de esplendor de la ciudad bajo dominio andalusí se convirtió en la «autopista» que comunicaba a la urbe con el mar. En el año 966 una flota vikinga se enfrentó a una andalusí en el río.

## Afluentes
- Ribeira do Arade
- Ribeira da Boina
- Ribeira de Odelouca

## Presas
- Embalse del Arade
- Embalse del Funcho